# Halecium minor
Halecium minor är en nässeldjursart som beskrevs av John Fraser 1935. Halecium minor ingår i släktet Halecium och familjen Haleciidae. Inga underarter finns listade i Catalogue of Life.